# St. Magnus (Unterzeil)

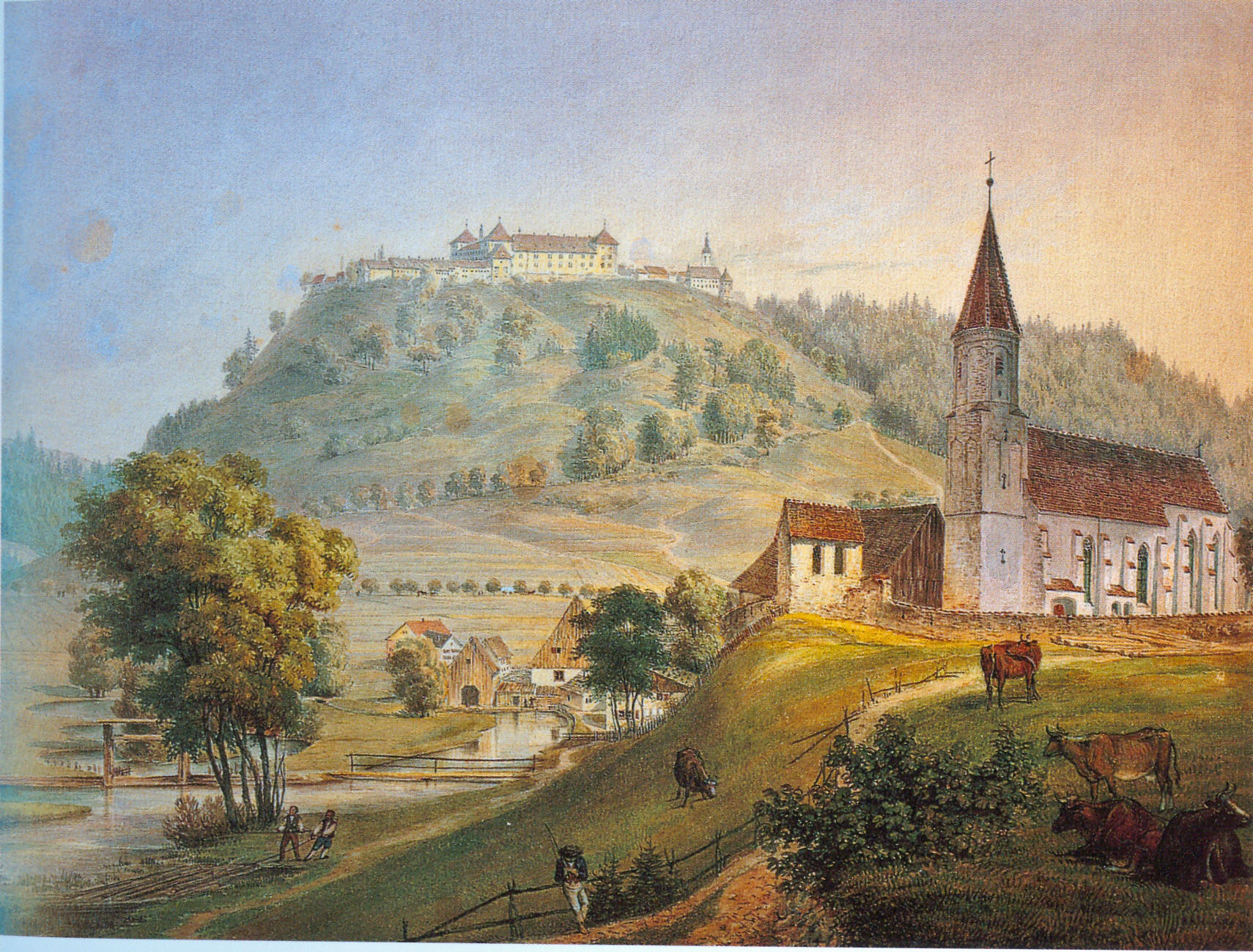
St. Magnus im Jahre 1847

Die spätgotische Wehrkirche St. Magnus ist eine römisch-katholische Filialkirche im Dekanat Allgäu-Oberschwaben in Unterzeil, einem Teilort von Reichenhofen in der Stadt Leutkirch im Allgäu im Landkreis Ravensburg. Sie wurde in der heutigen Form in den Jahren 1510 bis 1514 von Johann von Waldburg erbaut. Von der im Jahre 1275 erwähnten Holzkirche existieren keine Überreste mehr.

## Lage und Baugeschichte
Die von einer Wehrmauer umgebene Kirche liegt am nordöstlichen Rand des Ortes, auf einer kleinen Anhöhe oberhalb der Wurzacher Ach. Unmittelbar außerhalb der südlichen Mauer befindet sich der ehemalige Widdumhof mit Zehntscheuer, das heutige Rathaus von Unterzeil.
Innerhalb der Mauer ist der Friedhof mit zwei Ehrenmalen für die gefallenen Söhne des Ortes in den beiden Weltkriegen und die Opfer der nationalsozialistischen Gewaltherrschaft.
Die Kirche ist ein einschiffiges Langhaus mit westlich hervortretendem Turm und Strebepfeilern. Der Baumeister ist vermutlich derselbe, der die benachbarte 1514 grundsteingelegte wesentlich größere Kirche St. Martin in Leutkirch erbaute.
Im Jahre 1612 wurde in Schloss Zeil die Kollegiatstiftskirche St. Maria fertiggestellt. Seit diesem Zeitpunkt ist St. Magnus eine Filialkirche von St. Maria. Nach Zerstörungen während des Dreißigjährigen Krieges erhielt der Turm in den Jahren 1684 bis 1690, der Mode der Zeit entsprechend, ein Zwiebeldach. Im Jahre 1828 brannten Kirche und Turm vollkommen ab. Beim Wiederaufbau erhielt er sein heutiges Aussehen, mit dem achteckigen Helm ruhend auf einem Achteckgeschoss mit Eckpilastern.
Eine Außeninstandsetzung erfolgte 1970/72. Die Kirche gilt als eine der schönsten und geschlossensten Kirchenanlagen des Landkreises Ravensburg.

## Ausstattung

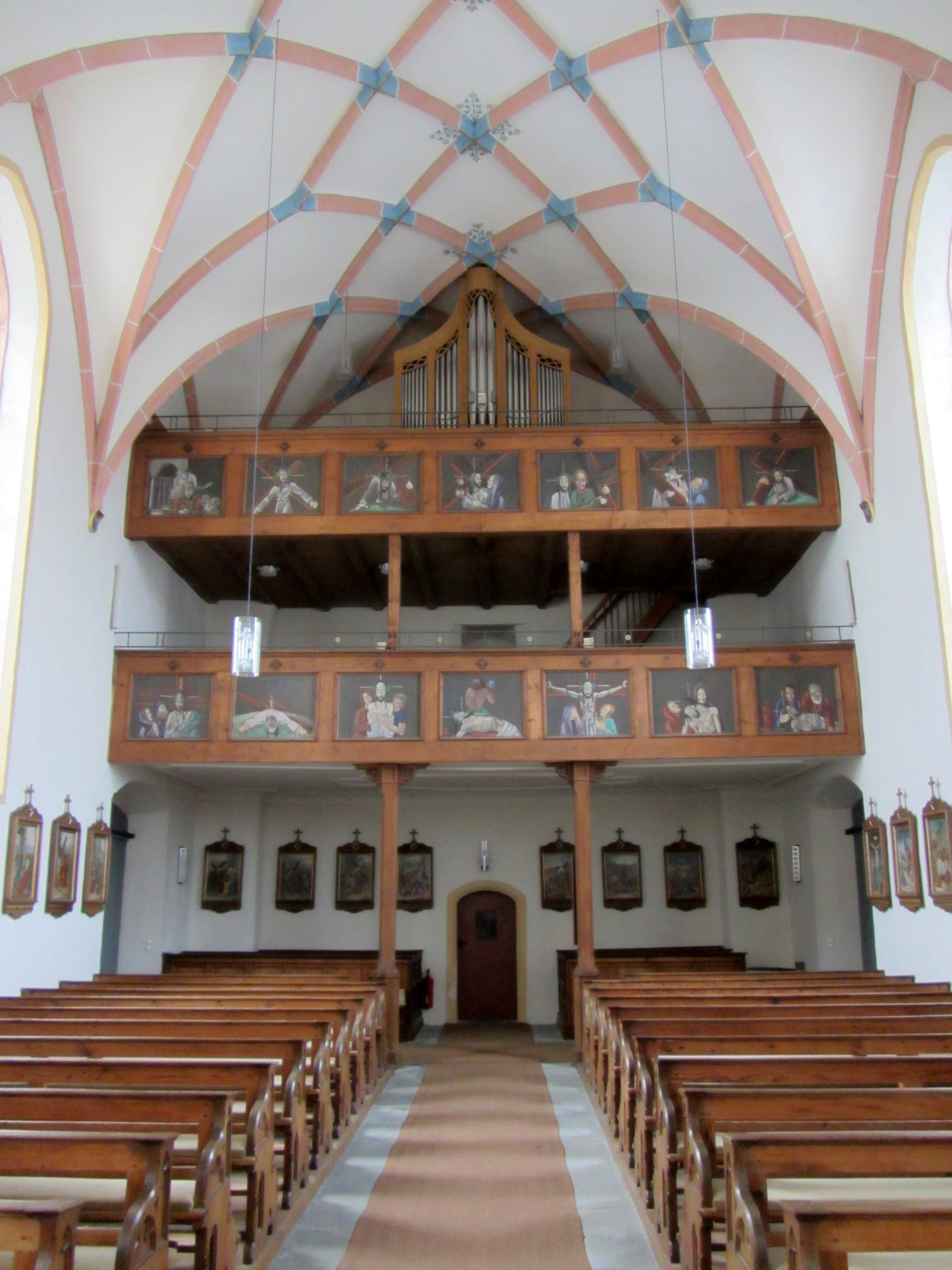
Empore und Orgel

Ursprünglich hatte die Kirche eine spätgotische Ausstattung, die jedoch im Laufe der Jahre wesentlich verändert wurde. Von der darauffolgenden barocken Ausstattung sind die Kreuzigungsgruppe von Johann Ruez aus dem Jahre 1770, Pietà und Retabel des Heiligen Magnus und Antonius über den Nebenaltären vorhanden. Aus dem Jahr 1865 sind der neugotische Hochaltar, Chorgestühl, Seitenaltäre, Kirchengestühl und Kanzel von dem Künstler Peter Metz aus Gebrazhofen.
Johann von Waldburgs Sohn war Georg III. von Waldburg, auch der Bauernjörg genannt. Georg III. stiftete gemalte Glasfenster, die bei einem schweren Unwetter mit Hagel im Jahre 1764 zu Bruch gingen.
Der Kreuzweg aus dem Jahre 1948 stammt von August Blepp. Die aus dem Jahre 1899 stammende Orgel wurde im Jahre 2000 durch eine neue Orgel von Hermann Weber aus Engerazhofen ersetzt.

## Glocken
Die St.-Magnus-Glocke aus dem Jahre 1829 existiert heute noch. Die 1877 hinzugekommene Muttergottes- und Antoniusglocke wurden im Ersten Weltkrieg eingeschmolzen. 1921 erhielt die Kirche eine Zeiler Glocke. Im Jahre 1980 weihte Bischof Leiprecht eine dritte Glocke.

## Epitaphe
Im Innenraum der Kirche befinden sich Epitaphe folgender Personen:
- Dorothea von Ulm, geb. Hoheneck gestorben am 20. Februar 1579
- Johann Henricus Ignatius Holzinger, gestorben am 16. Mai 1664
- Maria Franziska Ott, Witwe des fürstenbergschen Kammerrates, gest. 23. November 1709
- Johann Bitzenhofer, Zeil’scher Rentenverwalter, gestorben am 26. September 1713
- Josef Schöggele, Benefiziat im Kollegiatstift, gestorben am 27. August 1755
- Melchior Ziegler, Pater, gestorben am 16. Juli 1764